# Mesothisa gracililinea
Mesothisa gracililinea là một loài bướm đêm trong họ Geometridae.